# Сили, Джек
Джек Сили (англ. Jack Sealy, кит. 積施利; 4 мая 1987, Лондон, Великобритания) — гонконгский футболист, защитник клуба «Саутерн Дистрикт». Выступал за сборную Гонконга.

## Биография
Родился 4 мая 1987 года в Лондоне, но в детстве переехал с отцом в Гонконг. Его отец Тони Сили (р. 1959) также был футболистом, выступал за клубы различных лиг Англии и других европейских стран. В конце карьеры переехал играть в Гонконг, где позже долгое время работал тренером и получил местный паспорт.

### Клубная карьера
Начинал карьеру в клубе «Гонконг», проведя дебютный сезон во второй лиге, вышел с клубом в высший дивизион, но спустя год вновь вылетел из элиты. В сезоне 2010/11 «Гонконг» вернулся в высшую лигу, но по итогам сезона оказался на последнем 10 месте, а сам игрок покинул команду и перебрался в «Сань Хэй». Проведя в клубе один сезон, подписал контракт с «Саут Чайна», где выступал чуть больше трёх лет, стал чемпионом Гонконга и выиграл кубок страны. Перед началом сезона 2016 в Китае, Джек Сили перешёл в клуб «Чанчунь Ятай». За два года провёл в китайской Суперлиге 9 матчей и зимой 2018 года вернулся в чемпионат Гонконга, где выступал за «Тай По», «Гонконг Пегасус» и «Саутерн Дистрикт».

### Карьера в сборной
Дебютировал за сборную Гонконга 6 сентября 2013 года в товарищеском матче со сборной Мьянмы.

## Достижения
«Саут Чайна»
- Чемпион Гонконга: 2012/2013